# 호쿠조촌
호쿠조촌(北城村)은 나가노현 기타아즈미군에 있던 촌이다. 현재의 하쿠바촌에 해당한다.

## 역사
- 1875년 2월 18일 - 지쿠마현 아즈미군 오사후지촌이 성립하였다.
- 1876년 8월 21일 - 나가노현에 소속되었다.
- 1879년 1월 4일 - 군구정촌편제법 시행에 의해 기타아즈미군에 소속되었다.
- 1889년 4월 1일 - 정촌제 시행에 의해 호쿠조촌이 단독으로 자치체를 형성하였다.
- 1956년 9월 30일 - 가미시로촌과 합병해 하쿠바촌이 성립하여, 동일 호쿠조촌은 폐지되었다.

## 교통

### 철도
- 일본국유철도
  - 오이토선

### 도로
- 국도 제148호선

## 참고문헌
- 角川日本地名大辞典 20 長野県